# Люструм
Люструм (Lustrum від лат. lustrare — очищати, робити світлим) — у давньоримській релігії жертва за гріхи, очищувальна жертва у церемонії очищення (Люстрація).
Люструм приносився після закінчення проведення цензорами оцінки податків (Census). Відбувався на Марсовому полі перед воротами Рима. Один з цензорів обводив три жертовних тварини (Суоветаурілії)- кабана (sus), барана (ovis) та бика (taurus) навколо людей, та наприкінці приносив їх у жертву Марсу.
Люструм повторювався кожних 5 років, і став також загальновживаним поняттям з 3 ст. до н. е. для позначення п'ятирічного періоду. Слово часто вживалося давньоримськими поетами і є у вжитку дотепер у багатьох мовах.

## Посилання та джерела

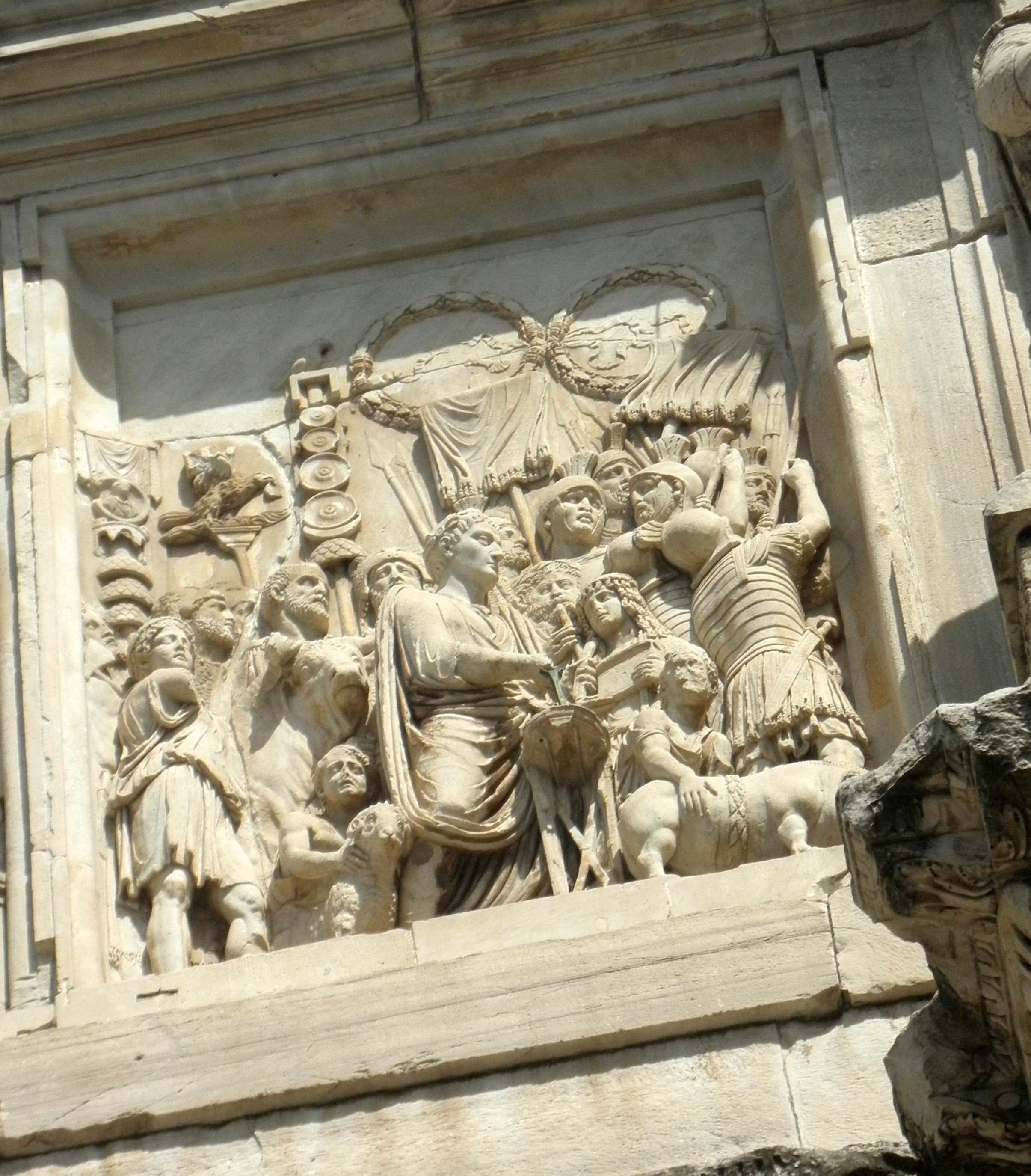
Зображення люструма на арці Костянтина в Римі